# Blissovo třídění
Blissovo třídění, známé též jako Blissovo bibliografické třídění, či pod zkratkou BC1, bylo vytvořeno americkým knihovníkem Henry Evelyn Blissem. Jedná se o systém pořádání znalostí vyjádřený formou bibliografického třídění. Bliss se jejím vytvořením jako první pokusil o formulaci klasifikační teorie a prvky blissovy klasifikační filozofie se plně odráží v moderních přístupech ke klasifikační a indexační teorii i dnes. Byly vytvořeny dvě edice třídění. První samotným Blissem. Druhá, známá pod zkratkou BC2, pak sice staví na Blissových myšlenkách, nicméně její základ je zcela jiný. Proto je název "druhá edice Blissova třídění" zavádějící. Hnací silou v pozadí jejího vzniku byli Jack Mills a Vanda Broughton.

## BC1

### Původ BC1
Bliss ve své době (20.–40. léta 20. století) kritizoval ostatní velká třídění, Univerzální desetinné, Cutterovo expanzivní, třídění Kongresové knihovny a konečně Deweyho třídění, za jejich ontologickou nepropracovanost. Vytýkal jim zejména ignorování principů kolokace a příliš dlouhé a špatně mnemotechnicky zvládnuté znaky.
Bliss začal snít o organizaci znalostí, která by byla funkční, členěná, volná, adaptivní, plastická, ale zároveň ucelená a stabilní. Předně si uvědomil, že se musí potýkat se dvěma druhy klasifikací:
- akademickou, která vychází z přírody a rozumu
- knihovnickou, jež musí být praktická a účelná[3]

Zatímco na knihovnické klasifikaci se mohou knihovníci domluvit sami, akademická musí vzejít z všeobecného společenského konsenzu. Jako hlavní principy pro své třídění zvolil subordinaci s kolokací za stránku akademickou, a účelnou krátkou notaci s alternativní lokací za stránku knihovnickou. Svazky BC1 byly vydány v letech v letech 1940 až 1953 nakladatelstvím H.W. Wilson company.

### Struktura BC1
Způsob kolokace v třídách a jejich podtřídách spočíval v protínání následujících dvou množin hledisek. V první množině bylo zastoupeno hledisko předmětu: (vědy) abstraktní, přírodní, biologické, antropologické, psychologické a sociální. V druhé množině bylo zastoupeno hledisko přístupu: filozofie, věda, dějiny, technika & umění. Průsečík tedy tvořila kupříkladu biologie a dějiny - témata týkající se dějin a současně biologie.
Znaky byly tvořeny mnemotechnicky, z písmen latinské abecedy a arabských čísel, s ohledem na to, co vyjadřovaly. Bliss byl posedlý vytvořením co nejkratšího možného zápisu.
Bliss ve svém původním třídění neuvažoval fasetový princip a místo toho sklouzával spíše do enumerativnosti. Třídy byly koncipovány jako stabilní s expanzivností směrem dolů k detailům.

### Ohlas BC1
Ve své době mělo nevelký dopad, kvůli silné konkurenci a kritice oponentů. Ve své domovině byl Bliss soustavně přehlížen a jeho třídění přijaly pouze dvě knihovny: City College of New York, kde byl on sám knihovníkem, a School of Theology at Claremont.
Pozornosti se mu naopak dostalo v prostoru Britského commonwealthu. Přijalo jej na 60 britských knihoven a země, které své knihovnictví teprve budovaly. Blissovo třídění začalo odborně stagnovat se smrtí Henryho Evelyn Blisse v roce 1955.

## BC2

### Původ BC2
Po druhé světové válce prožívala klasická třídění krizi, také pod vlivem nového Ranganatanova Dvojtečkového třídění. Zájem o nové přístupy v klasifikaci využil Jack Mills a podle doporučení i teorií Classification Research Group začal pracovat na nové edici Blissova třídění, BC2.
První rozpisy BC2 publikoval Mills v roce 1976. Svazky začaly vycházet v roce 1977 postupně v nakladatelstvích Butterworth, Bowker-Saur a K. G. Saur. Z celkově připravovaných 22 svazků jich bylo zatím publikováno 19 (BCA, 2011).

### Rozdíly mezi BC1 a BC2
BC2 je postkoordinované plně fasetové třídění. Ve znacích už nepoužívá malá písmena. Z předchozí edice BC1 přebírá hlavní Blissovy myšlenky a principy (kolokace, subordinace, alternativní lokace, co nejkratší zápis, mnemotechnika). Dále pouze uspořádání hlavních tříd a některé termíny z názvů podtříd.

### Struktura BC2
Každá hlavní třída je rozepsána do podtříd. Podtřídy jsou řazeny jak podle subordinace od nejobecnější po nejkonkrétnější, tak podle kolokace do jednotlivých polí. Pole jsou skupiny ekvivalentních tříd, které by se měly navzájem vylučovat . Pokud třída představuje fasetu, pole v ní představují jakési podfasety. Jejich pořadí v rozpisech je:
Věc – druh – část – vlastnost – materiál – proces – operace – pacient – produkt – vedlejší
produkt – činitel – prostor – čas.
- W - Umění
  - WC - Vizuální umění
    - WC7 7 - Antika
      - WC7 SA - Řecké území
        - SB - Peloponnesus
        - SE - Mykenské území
          - SE7 4 - Mykénská města
          - SE7 4MY - město Mykény
          - SE7 4TH - mykénské Théby
          - SEJ C - 2. tisíciletí před Kristem
          - SEJ CL - 2. polovina našeho tisíciletí
          - SEJ CM - celé období Mykénské civilizace

        - SJ - Achaea
        - T - Řecká pevnina mimo Peloponnésu

Znaky se tvoří technikou zpětného zápisu z rozpisů. Při zápisu vypustíme přebytečná první písmena pro označení hlavní třídy, ze všech znaků ta první, kromě počátečního. Například pro téma: Dotazník ohledně změn ve společenském procesu uzavírání manželství mezi muslimy ve Francii existují ve třídě K (společnost) v tomto pořadí tyto znaky:
- K - Společnost
- K7N - Dotazníky
- KCE - Společenské změny
- KPB K - Muslimové
- KQS - Sňatek
- KVF - Francie

a zapíšeme: KVF QSP BKC E7N
Vyhledávání podle znaků BC2 je pak otázkou porovnávání přítomnosti nebo nepřítomnosti znaků jednotlivých faset. Pokud hledáme něco o Francii, zkoumáme, zda znak obsahuje KVF. Pokud hledáme něco o muslimech, zkoumáme, zda znak obsahuje kombinaci KPB K atp. Mezery slouží pouze k lepšímu rozlišení jednotlivých písmen.

### Ohlas BC2
Dopad BC2 byl nevelký. Silná konkurence ostatních třídění, náklady na rekatalogizace (a to i z BC1), chronická podfinancovanost, malá rozvinutost pro odborné účely, pomalost vývoje a chybějící zázemí silné instituce nebo široké uživatelské základny. Nyní ho používá 19 knihoven, druhem akademických a speciálních.

### Budoucnost BC2
Budoucnost BC2 spočívá v sémantickém webu. Fasetová klasifikace se totiž ukázala jako nanejvýš vhodný prostředek k vyjádření složitých obsahů. Je kompatibilní s moderními trendy ve vyhledávání informací. Rozpisy poskytují zdroj pro popis a určení vztahů mezi fasetami a potažmo objekty, které jsou těmito fasetami popsány. Vše může být prováděno strojově, neboť BC2 je převoditelné do XML a vyjádřitelné v rámci SKOS. Softwarová řešení jsou už známa.
Největší přínos BC2 spočívá ve vlivu na vývoj ostatních klasifikačních schémat a na vývoj klasifikační teorie.